# Есен (Белгия)
Вижте пояснителната страница за други значения на Есен.
Есен (на нидерландски: Essen) е селище в Северна Белгия, провинция Антверпен. Намира се на границата с Нидерландия, на 22 km северно от центъра на град Антверпен. Населението му е около 17 000 души (2006).

## Побратимени градове
- Жилина